# Sadeqabad (Abarkuh)
Sadeqabad (em persa: صادق اباد, também romanizada como Şādeqābād; também conhecida como Sadegh Abad e Sādiqābād) é uma aldeia do distrito rural de Faragheh, no condado de Abarkuh, na província de Yazd, Irã.
Segundo o censo de 2006, sua população era de 235 habitantes, em 65 famílias.